# آلکس (بازیکن فوتبال، زاده ژانویه ۱۹۸۲)
الکس انریکه دا سیلوا (انگلیسی: Alex Henrique da Silva؛ زادهٔ ۶ ژانویهٔ ۱۹۸۲) یک بازیکن فوتبال در پست  اهل ارمنستان زاده برزیل است.

## باشگاهی
از باشگاه‌هایی که در آن بازی کرده‌است می‌توان به میکا اشاره کرد.

## تیم ملی
وی در تیم ملی فوتبال ارمنستان بازی کرده است. آلکس نخستین بازی ملی خود را در چهارچوب  در تاریخ  در  در مقابل تیم ملی فوتبال انجام داده‌است